# Kojun Kishigami
Kojun Kishigami (* 1941) ist ein japanischer Zen-Meister in der Soto-Linie.

## Leben
Kishigami wurde 1941 auf der Insel Shikoku als ältester Sohn einer Bauernfamilie geboren. 1957 traf er Kodo Sawaki (1880–1965) und wurde sein Schüler. 1962 erhielt er die Mönchsordination. Er war Mitschüler von Taisen Deshimaru (1914–1982). Als letzter von fünf Schülern (Shuyu Narita, Kosho Uchiyama, Sodo Yokoyama, Sato Myoshin, Kishigami Kojun) bekam er 1965 von Kodo Sawaki, einen Monat vor seinem Tod, das Shiho, die Übertragung des Dharma.
Nachdem er in den Tempeln von Eiheiji, Hokyoji, Daieji und Seisuiji praktiziert hatte, errichtete er 1983 eine Einsiedelei Jinkoan, in der Präfektur Mie. Dort übt und lehrt er Zazen und das Nähen des Kesas.
Er unternahm 2006, 2008, 2009 Reisen nach Europa (Schweden, Frankreich, Deutschland).